# Galabovo (ville)
Galabovo (en bulgare : Гълъбово [ɡələbɔvɔ]), est une ville du centre-sud de la Bulgarie, dans la province (oblast) de Stara Zagora.
La ville est le centre administratif de la municipalité (obchtina) homonyme de Galabovo.